# Ardisia involucrata
Ardisia involucrata là một loài thực vật có hoa trong họ Anh thảo. Loài này được Kurz mô tả khoa học đầu tiên năm 1871.